# الدرديري محمد عثمان
الدرديري محمد عثمان خالد علم من أعلام تاريخ السودان الحديث، وسطر اسمه بأحرف من نور في سجل هذا التاريخ، وقد كانت حياته كفاحاً متواصلاً ومستمراً من اجل نهضة وطنه، ولم يكتف بالكفاح في ساحة واحدة وإنما صال وجال في كل جبهة كانت متاحة أمام كفاحه، وشمل ذلك مجالات الحركة الوطنية، والسياسية، والتعليم، والإدارة، والقضاء، والصحافة، وكان رجل دولة من الطراز الأول.

## نبذة
ولد الدرديري محمد عثمان في أم درمان 1896، وتلقى بها تعليمه الأولى والأوسط ثم التحق بكلية غردون وتخرج فيها عام 1914م وعمل مدرساً في المدارس الحكومية إلى ان اتجهت الإدارة البريطانية في الخرطوم لتعيين إداريين من السودانيين، فكان الدرديري من أوائل السودانيين الذين التحقوا بالسلك الإداري في وظيفة نائب مأمور ثم مأمور، كما عمل محاضراً في كلية البوليس. وقد ظل الدرديري وفياً لمهنة التعليم حتى بعد ان غادرها وقد سئل عام 1937 في إنجلترا عن اسباب تدهور التعليم فقال إن التعليم بعد جيمس كري ونائبه كروفورت قد اسند امره إلى مفتشين اداريين ليس بينهم رجل اختصاصي، وربطوا بين التعليم والسياسة.

## الإنضمام للقضائية
ولما فتح السلك القضائي بالسودلن كان:
1. أول سوداني احتل منصب قاضي بالمحاكم المدنية.
2. فرئيساً لقلم الترجمة القضائية.
3. وكان أول قاضي سوداني بالمحكمة العليا.

كان الدرديري قاضي مركز ببورتسودان وجيء ببحار إنجليزي اقترف جريمة السرقة وثبتت التهمة عليه. وقد رأى ان سجنه والباخرة على اهبة السفر قد يلقي العقوبة على غيره وهم اصحاب الباخرة. والغرامة لا تجوز في السرقة، وكان عمره يبيح حسب القانون استعمال الجلد فحكم بجلده ونفذ امامه وكان لهذا الحكم صدى واستحسان بعيد بين المواطنين ولكن من ناحية أخرى ادى إلى امتعاض البريطانيين.
وقاطعه الإنجليز عاماً كاملاً لقد احسوا بأن كرامة الجنس الإنجليزي قد مست فكان يقابلوه بوجه عابس حتى رئيس القضاء. وتقاعد بالمعاش 1952
ودخل الميدان السياسي سكرتيراً للجبهة الوطنية، وسافر إلى باريس على رأس وفد من كبار السودانيين ليدافع عن قضية البلاد امام هيئة الامم المتحدة كما قام بمجهود بالغ في محادثات السودان، مصر، بريطانيا التي تمخضت عن معاهدة سنة 1953 والتي نال بموجبها السودان الحكم الذاتي، ونظراً لما يتمتع به من تجارب فقد انتخب عضواً في لجنة الحاكم العام التي كانت تشرف على ممارسة سلطات الحاكم العام، وفي يناير 1956، وعندما نال السودان استقلاله التام انتخب في البرلمان بالاجماع عضواً بمجلس السيادة.

## تأسيس نادي الخريجين
وعند تأسيس نادي الخريجين 1938 تكونت لجنة تمهيدية من حسين شريف، واحمد عثمان القاضي ومحمد علي محمد سليم والدرديري.
وصاغ الدرديري، محمد علي سليم الطلب لقيام النادي بطريقة دبلوماسية تجمع بين الحفاظ على الكرامة ومراعاة الوضع القائم آنذاك وتكونت اللجنة الأولى من حسين شريف ومحمد الحاج الامين ومحمد علي محمد سليم واحمد عثمان القاضي وإبراهيم إسرائيلي، محمد الحسن دياب، طه صالح والدرديري محمد عثمان.

## مجلة الفجر
ساهم في إصدار لفجر جماعة الفجر كان لها مقام ملحوظ في نادي الخريجين في الثلاثينات. كان عرفات محمد عبد الله شاباً سودانياً طموحاً بعيد الآمال كبير القلب عميق الفكرة. وواسع الثقافة. تنقل في الخارج حيناً واختير ودرس ثم جاء إلى بلاده واجتمع إلى نخبة من الخريجين وكون صداقات أصبحت بمرور الزمن ذات اصالة وعمق.
وكان هؤلاء الاصدقاء يشاركونه في الرأى والمنهج والاسلوب وفي طليعة هؤلاء محمد احمد محجوب وعبد الحليم محمد ويوسف مصطفى التني- ويذكر الدرديري انهم في عام 1933 اصدروا مجلة الفجر، والصحيح انها صدرت في عام 1943، ويقول الدرديري ساهم مساهمة متواضعة في إصدار الفجر وتشجيع الجماعة وواصل ذلك بعد وفاة عرفات.
تعاون مع اسرة الفجر ساهم في إنشاء جريدة صوت السودان عام 1939 صدرت في عام 1940- المحرر
وكان عضواً في مجلس إدارة شركة السلام التي تصدر الجريدة. وكان الدرديري مدير إدارة الصحفيين ومطابعها لفترة خمس سنوات
وكان أول رئيس تحرير للصحفيين الاستاذ محمد عشري الصديق الناقد المعروف وصاحب الكتاب الهام آراء وخواطر- المحرر. ويتابع عليها الاساتذة إسماعيل العتباني وعبد الله ميرغني ومحمد احمد السلمابي واحمد السيد حمد فكانت بذلك الميدان الأول ليتدرب اولئك الأعلام.
يقول الدرديري كان الهدف من إنشاء هذه الجريدة هو خدمة البلاد.. وحفظ التوازن في الرأى العام.
لقد كانت طوال سنوات الاستعمار منبراً حراً يجول فيه كبار الموظفين الاحرار ويصولون وكانت سياساتها.. قومية خالصة.
ولقد لقيت هذه الجريدة الحرب من المستعمرين ولقى محرروها الضغط والإرهاب والسجن وكانت في اوقات الحرب تواجه بكثير من المتاعب ولكنها صمدت.
ويروي الدرديري ان الشيخ محمد محمد الامين ترك (ناظر عموم الهدندوة فيما بعد) جاء إلى الدرديري في حالة اضطراب وقد لاحظت بجبهته ضربة يسيل الدم منها تدل على انه قد اعتدى عليه وقال (ان المستر هوبلز قد ضربني) فارسلت لمستر هوبلز ورقة حضور كالاجراء المتبع في مثل هذه الحالات).
وقد رفض هوبلز بحجة انه مشغول وعندئذ ارسل الدرديري جنديين من البوليس للمجي به وإذا رفض عليهما استعمال القوة معه، وبعد قليل جيء به مقبوضاً عليه.. وبعد وساطات تم الصلح، ولكن الدرس ان هوبلز والبريطانيين الاخرين في منطقة القاش عرفوا انه ليس هناك رجل فوق القانون.

## جمعية اللواء الابيض
وعلى الرغم من منصبه الحكومي الحساس كان الدرديري إبان عمله في شرق السودان يعمل لجمعية اللواء الأبيض في القضارف وكسلا، بالتعاون مع البكباش محمد صالح جبريل واليوزباشي عبد الله بكر واليوزباشي عبد الدائم محمد وآخرين.وقاضي كسلا الشيخ أبو شامة عبد المحمود أخذ عليه القسم كما اخذه كثيرون من رجال القبائل وزعماء الطرق الصوفية.
وقد اتصلت الجمعية بكل طبقات الشعب ويرى الدرديري ولو لم يتسرع المتسرعون فيتعجلون النتائج قبل نضوج الحركة ولولا ما حدث من خيانة غير متوقعة من الجهة الاجنبية الوحيدة التي كان يعول عليها كل التعويل ويثق فيها كل الثقة. لولا ذلك كله لكان لهذه الحركة العظيمة خطرها واثرها في التبدير باستقلال السودان.
وبعد إخفاق الجمعية كان الدرديري يرى انه «لو لم يتسرع المتسرعون فيتعجلون النتائج قبل نضوج الحركة ولو لا حدث من خيانة غير متوقعة من الجهة الأجنبية الوحيدة التي كان يعول عليها كل التعويل ونثق فيها كل الثقة. لولا ذلك كله لكان لهذه الحركة العظيمة خطرها وأثرها في التبكير باستقلال السودان».

## الاحزاب السودانية
وحول قيام الحزب الوطني الاتحادي رأى الدرديري ان الواجب يقتضيه محاولة دمج الاحزاب الاتحادية وهي مؤتمر الخريجين - مؤتمر السودان- حزب الاشقاء بجناحية وحزب الاتحاديين وحزب وحدة وادي النيل - الجناح اليمين من حزب الاحرار الاتحاديين وحزب الجبهة الوطنية.
وكان له دور بارز في لقاء السيدين: علي الميرغني وعبد الرحمن المهدي كانت السياسة البريطانية تعتمد في بقاء الحكم الاستعماري في السودان على التناقضات وفي مقدمتها الخلاف التقليدي بين طائفتي الختمية والأنصار وبين رئيسي هاتين الطائفتين.
وعندما خرج البريطانيون كانوا يظنون انهم وضعوا قنبلة زمنية سرعان ما تنفجر، ذلك هو هذا الخلاف الطائفي الذي كانوا يعتقدون انه عميق الجذور.
كانت صلته بالسيد علي الميرغني صلة صداقة وصحبة في الله قامت على اسداء الخير والمصلحة للسودان واستمرت على هذا المنهاج.
وكانت صلته بالسيد عبد الرحمن صلة قوية ربطها التاريخ كان جده حاج خالد أول المناصرين للمهدي والباذلين انفسهم في سبيل الله والوطن وكان والده محمد عثمان حاج خالد أحد زعماء الحركة المهدية وامرائها وسياسييها العاملين.
ومن هنا استطاع في الوقت المناسب ان ينجح في تقريب الشقة بين السيدين والجمع بينهما في ذلك اللقاء التاريخي العظيم الذي غير إلى حد كبير من مجرى الحوادث في السودان ووجهها وجهه لم تكن في حسبان أكثر المراقبين دقة حتى قال بعض الساسة الإنجليز الذين كانوا بالسودان: لقد تحققت إحدى المعجزات بالسودان بالتقاء السيدين.
وعندما طرح الدرديري على السيد عبد الرحمن امر لقائه بالسيد علي الميرغني ويقرر الدرديري ان عمله في التقاء السيدين هو من اعظم ما يفخر به في حياته.
وعن علاقته بالسيد علي الميرغني ومواقفه من الإنجليز قال المستر بني للدرديري (اننا لم نتعب من أحد في هذا الكون مثلما تعبنا من السيد علي فقلت له لماذا فأجاب ان السيد علي الميرغني كتب في سفر الولاء الذي اصدرته حكومة السودان عام 1914 هذه الكلمات (ان كل مسلم ينظر إلى تركيا باعتبارها قاعدة الخلافة الإسلامية ولكن إذا تجردت تركيا من هذه الصفة واتفقت مع الالمان في امور دنيوية فنحن غير راضين عنها).
واستطرد المستر بني قائلاً: لم نكن راضين عن هذه الكتابة لضعفها في تأييدنا بالنسبة للكتابات التي نريدها والتي كتبها كبار المسلمين في العالم ولولا ان نشرها خير من اغفالها لما قبلنا بتضمينها بذلك السعر.
وفي عام 1923 حين نشبت الحرب بين الملك الحسين وابن السعود طلبت الحكومة من السيد علي الميرغني وكان في سنكات السفر إلى الحجاز واقناع الملك الحسين بوضع العلم الإنجليزي على (حدع) لكي تحميه بريطانيا العظمى.
وبدلاً من ان يوافق السيد علي على هذا الطلب وبخنا.

## استقلال السودان
نال السودان استقلاله في 1/1/1956 تحت اسم جمهورية السودان من دولتـــي الحكم الثنائي (الإنجليزي المصري) وبنظام حكم رئاسي (مجلس سيادة خماسي) وبرلماني، تكون مجلس السيادة الأول وكان يضم:
1. السيد/ د.عبد الفتّاح المغربي
2. السيد/ القاضي.الدرديري محمد عثمان
3. السيد/ أحمد محمد يس
4. السيد/ سرسيو إيرو واني
5. السيد/ أحمد محمد صالح[5]

وقد لعب الدرديري دوراً مهماً في تاريخ السودان معلماً وقاضياً وادارياً وسياسياً ورجل دولة عمل في مجلس السيادة الأول أو مجلس رأس الدولة، وهي تجربة سودانية حاول الاخوة في العراق نقلها بعد ثورة 1958 وهي فكرة تضمن تمثيل الجهات المختلفة في القطر في رمز السيادة- وانجز في المجلس الأول الذي ليست لديه سلطات تنفيذية، ولكنه في حدود المستطاع قدم الكثير للوطن.